# Nika Melia
Nikanor (Nika) Melia (Georgisch: ნიკანორ (ნიკა) მელია) (Tbilisi, 11 december 1979) is een politicus uit Georgië. Hij is mede-oprichter en leider van de politieke partij Achali. Melia was eerder parlementslid namens de Verenigde Nationale Beweging, die hij ook ruim twee jaar leidde. 
Hij werd in juni 2025 tot een gevangenisstraf van acht maanden veroordeeld, nadat hij een dagvaarding van de Commissie-Tsoeloekiani had geweigerd op te volgen. Dit wordt algemeen beschouwd als politiek gemotiveerde vervolging.

## Opleiding en beroepscarrière
Nika Melia werd in de wijk Sololaki van Tbilisi geboren, in wat destijds nog de Georgische sovjetrepubliek was. Melia komt uit een doktersfamilie. Zijn vader is de in Georgië bekende cardioloog Anzor Melia, zijn moeder Nana Tsanava was dokter, evenals grootouders en andere familieleden. Melia zat op school Nr. 47 in de wijk Mtatsminda in Tbilisi, waar hij in 1996 voor slaagde.
In 2002 studeerde Melia af in rechten aan de academie van de staatsveiligheidsdienst in Gldani, waarna hij een jaar onderzoeker werd bij het Ministerie van Veiligheid. In de zomer van 2003 ging hij voor een maand naar Londen voor een cursus Engels. Hij bleef daar plakken en werd door zijn vader geholpen om een studie te bekostigen aan de Oxford Brookes University in internationale betrekkingen, die hij in 2006 completeerde.
Daarna had Melia in de periode 2007-2012 een reeks korte betrekkingen bij verschillende agentschappen in het rechtshandhavingsdomein. Zo was hij onder meer adviseur bij de afdeling defensie en rechtshandhaving van de Nationale Veiligheidsraad van Georgië en was hij hoofd van het Nationaal Bureau voor Handhaving.

## Politiek
Na de parlementsverkiezingen van 2012 en de wisseling van macht naar Georgische Droom, maakte Melia de overstap naar de politiek en politiek bestuurlijke functies. In 2013 werd hij gamgebeli van het district Mtatsminda van Tbilisi, een soort van burgemeestersfunctie. Deze functie vervulde hij voor korte tijd tot hij zich in 2014 namens de Verenigde Nationale Beweging kandidaat stelde voor het burgemeesterschap van Tbilisi. Melia verloor deze verkiezing in de tweede ronde van Davit Narmania van Georgische Droom. In 2015 werd Melia vicevoorzitter van de afdeling Tbilisi van de Verenigde Nationale Beweging.

### Parlement 2016-2019
Melia was campagneleider voor de parlementsverkiezingen van oktober 2016 en was kandidaat op de partijlijst van de Verenigde Nationale Beweging, op plek vijf. De partij wist 27 zetels te winnen en bleef de grootste oppositiepartij. Melia werd fractieleider, maar in januari 2017 splitsten twintig leden zich af als Europees Georgië en verloor hij het fractievoorzitterschap. Kort na de splitsing werd Melia gekozen tot voorzitter van de politieke raad van de Verenigde Nationale Beweging. Melia was in oktober 2017 kandidaat voor het voorzitterschap van de gemeenteraad van Tbilisi, maar liet met andere leden van de oppositie zijn zetel annuleren.
Melia was vaak aanwezig bij demonstraties waar de spanningen en emoties hoog opliepen. In de nasleep van een dodelijke steekpartij op een school in Tbilisi werd hij in juni 2018 korte tijd gearresteerd, en een week later was hij betrokken bij escalaties in Ozoergeti. Ook was hij betrokken bij fysieke confrontaties in het parlement. In december 2018 werden hij en oppositieleider Giorgi Vasjadze aangeklaagd voor het niet opvolgen van politie-instructies. Ze waren onderweg om de inhuldiging van Salome Zoerabisjvili als president in Telavi te verstoren. Daarnaast botste hij als hoofd van de politieke raad met de nestor van de partij, voormalig president Micheil Saakasjvili, die ondanks zijn feitelijke ballingschap in Oekraïne nog steeds veel invloed op de partij uitoefende. Het conflict ging onder meer over de coördinatie van acties en uitlatingen, zoals rond de burgemeestersverkiezing in Zoegdidi, waar Sandra Roelofs de gezamenlijke oppositiekandidaat was.

### Gavrilov-nacht

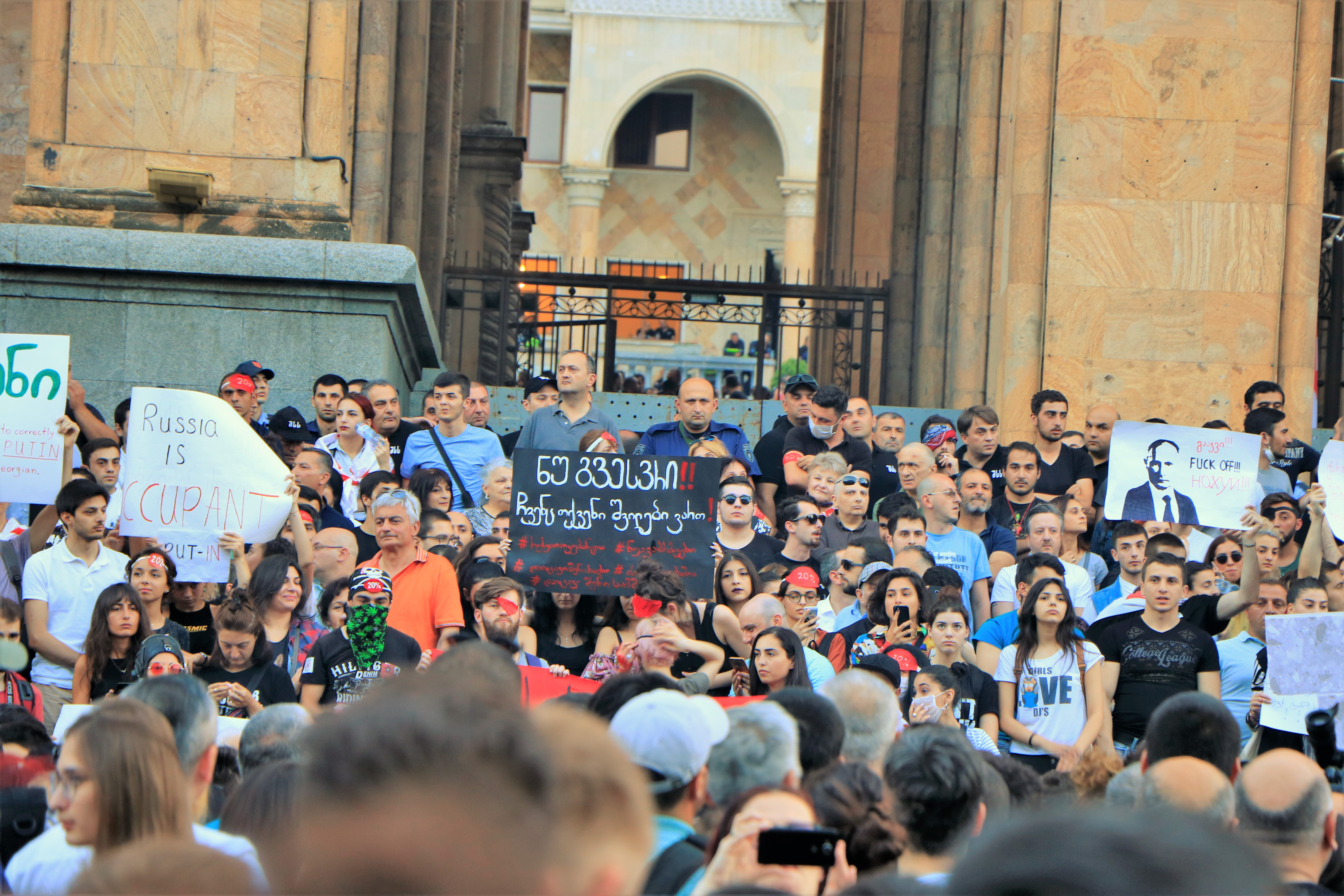
Nika Melia werd beschuldigd van een poging tot het omverwerpen van de regering door het bestormen van het parlement tijdens de "Gavrilov"-nacht op 20 juni 2019.

Op 20 juni 2019 was het parlement van Georgië gastheer van de Interparlementaire Vergadering van Orthodoxen, die orthodox-christelijke parlementariërs verenigt. De bijeenkomst in de plenaire zaal van het parlement werd geopend met een toespraak in het Russisch van het Russische Doema-lid Sergei Gavrilov van de Communistische Partij, terwijl hij in de voorzittersstoel zat. Dit werd opgevat als een provocatie van de bezettingsmacht, waarna de oppositie burgers opriep bij het parlement te demonstreren. Ze eisten het vertrek van parlementsvoorzitter Irakli Kobachidze en verschillende kabinetsleden, inclusief minister van binnenlandse zaken Giorgi Gacharia en premier Mamoeka Bachtadze. De politie beëindigde de protesten dezelfde nacht met traangas en rubberen kogels, waarbij honderden gewonden vielen en twee jongeren een oog kwijtraakten. Er werden tientallen demonstranten gearresteerd, waaronder Melia. 
Zes dagen later werd op aangeven van het openbaar ministerie de parlementaire onschendbaarheid van Melia door het parlement ingetrokken, omdat hij beschuldigd werd van het aanzetten tot en leiding geven aan groepsgeweld in de nacht van 20 op 21 juni. De aanklacht werd daarna aangescherpt tot het leiding geven aan een couppoging door middel van de bestorming van het parlement. Naast een borgtocht van 30.000 Georgische lari, kreeg hij een enkelband om. Op 2 december 2019 werd Melia veroordeeld tot een boete en een verbod op het uitoefenen van een publieke functie, voor vermeend machtsmisbruik bij het Nationaal Bureau voor Handhaving, waar hij voor 2013 werkte. Dit betrof een samenzwering om de Cartu Bank van oligarch Bidzina Ivanisjvili, oprichter en financier van Georgische Droom, te dwingen het faillissement aan te vragen. Tien dagen later werd in lijn met de wet zijn parlementszetel ingetrokken.

### Parlement 2020-2021

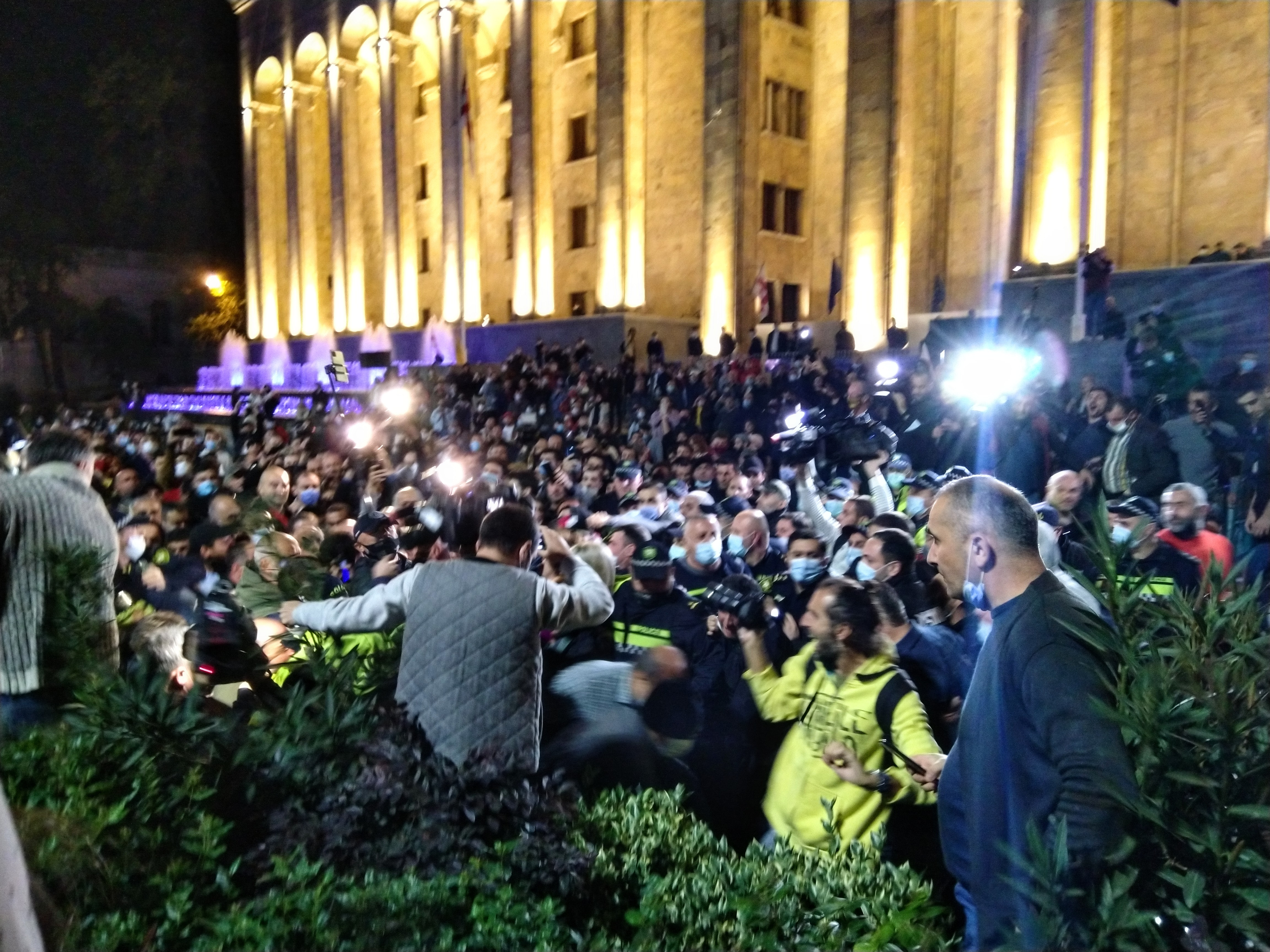
Tijdens protesten tegen de verkiezingsgang deed Melia zijn enkelband af.

Bij de parlementsverkiezingen van oktober 2020 was Melia kandidaat nummer drie op de partijlijst van de Verenigde Nationale Beweging. Ook was hij kandidaat in het enkelvoudige kiesdistrict Gldani van Tbilisi. In het kiesdistrict behaalde hij de meeste stemmen, als enige kandidaat van de oppositie in de dertig districten. Melia boycotte de benodigde tweede ronde tegen Levan Kobiasjvili van Georgische Droom, nadat de oppositie de autoriteiten beschuldigde van verkiezingsfraude. Hij was aanjager van de protesten na de verkiezingen en leidde een mars naar de centrale verkiezingscommissie, waar het tot gewelddadige confrontaties met de politie kwam.
Daags na de verkiezingen deed Melia zijn enkelband af tijdens een demonstratie voor het parlement, waarvoor hij een hogere borgtocht opgelegd kreeg. Hij weigerde de borgtocht te betalen, waarna in februari 2021 zijn parlementaire onschendbaarheid wederom werd ingetrokken, wat de weg vrijmaakte om hem te arresteren. Premier Giorgi Gacharia van Georgische Droom zag dit niet zitten middenin de politieke crisis, waarin ook Europese bemiddeling liep, en nam ontslag. Een dag nadat Irakli Garibasjvili het premierschap had overgenomen, werd Melia in het partijbureau gearresteerd, wat tot kritische internationale reacties leidde. Melia werd in mei 2021 uit voorarrest vrijgelaten, nadat de Europese Unie de borgtocht van 40.000 Georgische lari (circa 10.000 euro) betaalde. Later die maand beëindigde de Verenigde Nationale Beweging de boycot en nam Melia zitting in het parlement.

### Partijvoorzitter 2020-2023
Temidden van de onrust en de politieke crisis, werd Melia op 27 december 2020 voorzitter van de Verenigde Nationale Beweging, in een verkiezing die hij won van Levan Varsjalomidze. Hij volgde daarmee presidentskandidaat Grigol Vasjadze op, die de partij had verlaten. Melia presenteerde een plan om de burgerparticipatie in de partijactiviteiten van de partij te bevorderen, door onder meer de ondersteuning van publieke initiatieven en de introductie van een model voor publieke partijfinanciering. Hij wilde daarbij ook nieuwe leden werven.

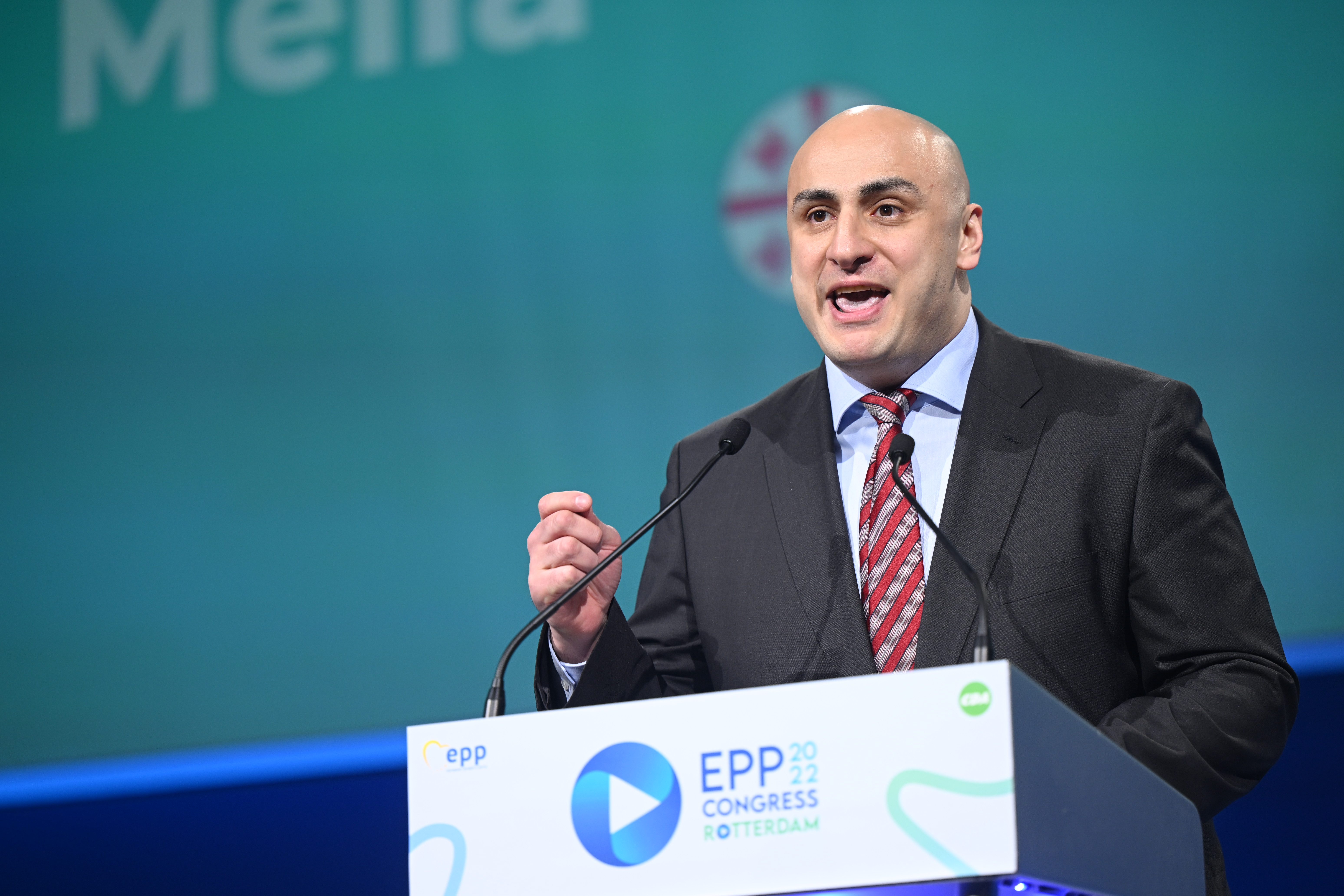
Melia als partijvoorzitter op het congres van de Europese Volkspartij in Rotterdam (2022).

In juli 2021 zegde hij zijn parlementszetel op, omdat hij zich wilde richten op de verkiezing voor het burgemeesterschap van Tbilisi in oktober, waarvoor hij zich kandidaat stelde. Melia verloor deze verkiezing in de tweede ronde met 44 procent van de stemmen. Zijn vader was burgemeesterskandidaat in Zoegdidi, die deze ook in de tweede ronde verloor met 48 procent van de stemmen. Melia presenteerde tussen de eerste en tweede ronde nog een schaduwkabinet voor Tbilisi met de oppositiepartijen Lelo, Girtsji – Meer Vrijheid, Europees Georgië, 'Droa' en 'Democratische Beweging - Verenigd Georgië'. Net als in 2020 betwistte Melia de resultaten van de gemeenteraadsverkiezingen, die gevolgd werden door wekenlange protesten.
Op het congres van de Europese Volkspartij in Rotterdam in mei 2022 hield Melia met "open de deur" een pleidooi voor de Georgische kandidaatsstatus voor het EU-lidmaatschap. Het land had dit in maart 2022 aangevraagd, parallel met Oekraïne en Moldavië, en verwachtte in juni een uitspraak hierover van de Europese Commissie. "Meer dan ooit willen wij, het Georgische volk, Europa”, zei hij, "we hebben Europa nodig om ons te steunen in het verslaan van de state capture. We willen Europa omdat we dromen van vrijheid, van gedeelde welvaart, van een vreedzame toekomst".
Na een bittere campagne en een digitale interne stemming verloor Melia in januari 2023 de verkiezing om het voorzitterschap van Levan Chabeisjvili. Melia's rol in de partij raakte daarna uitgespeeld. In het najaar van 2023 was hij betrokken bij een opstootje in zijn thuisdistrict Gldani in Tbilisi, nadat een partijgenoot en gemeenteraadslid in elkaar was geslagen. In november 2023 werd Melia de deur gewezen na een conflict over het nieuwe partijmanifest en verweet Chabeisjvili hem dat hij de partij schaadde met zijn activiteiten en uitlatingen. Melia mocht niet meer namens de partij spreken. In december 2023 verliet Melia de Verenigde Nationale Beweging en kondigde de oprichting van een eigen partij aan.

### Verkiezingen 2024 en vervolging

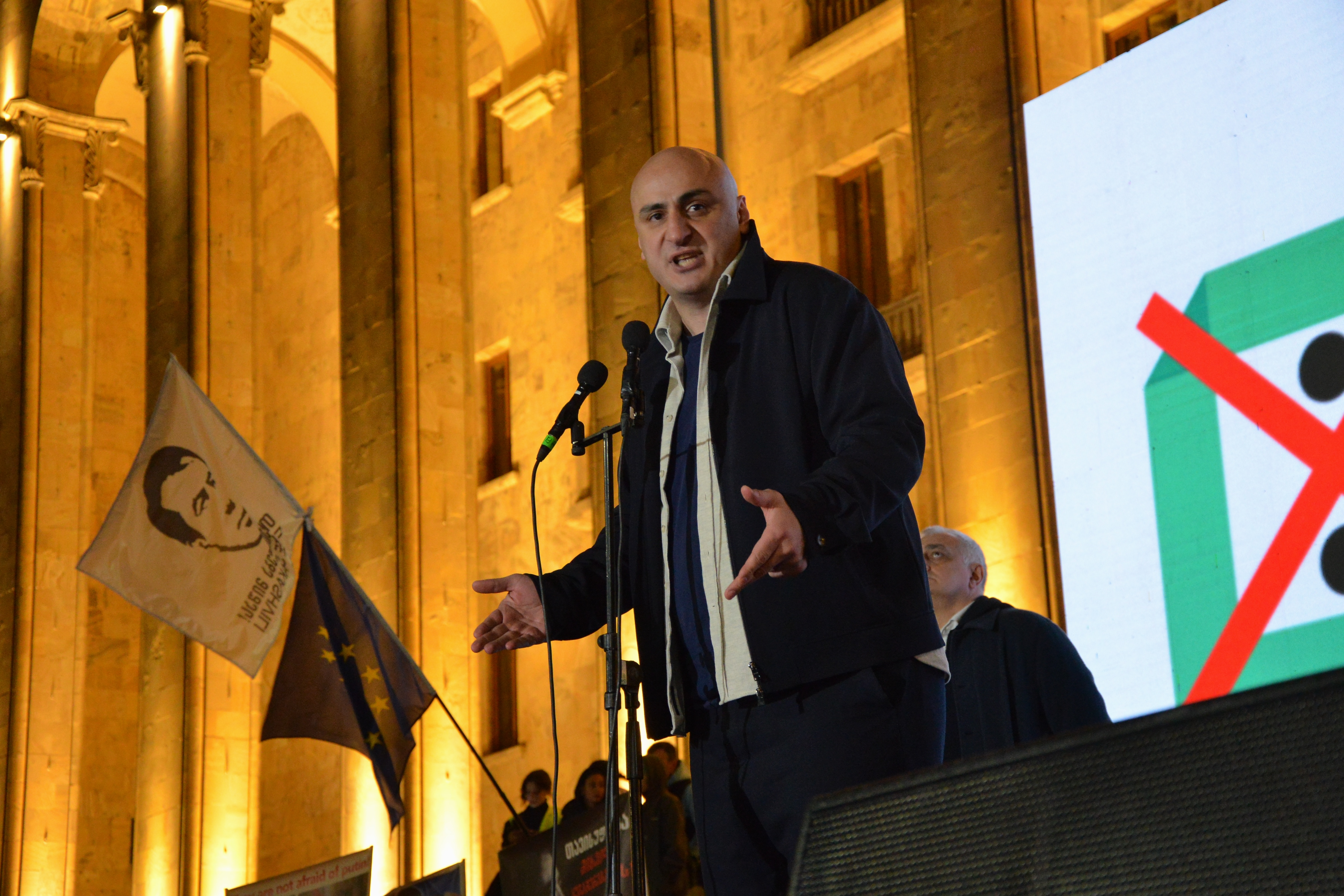
Nika Melia was een van de protestgezichten na de verkiezingen van 2024.

Melia begon in maart 2024 samen met voormalig partijgenoot Nika Gvaramia de partij 'Achali' (Nieuw), om mee te doen aan de parlementsverkiezingen van oktober 2024. In de daaropvolgende periode werd de partij de drager van de 'Coalitie voor Verandering' met de kleine partijen Girtsji – Meer Vrijheid, 'Droa' en de Republikeinse Partij. Melia was een van de leidende gezichten in de campagne voor de coalitie, die als grootste oppositieblok uit de verkiezingen kwam, mede doordat ze een groot deel van het electoraat van de Verenigde Nationale Beweging aantrok. Melia was na de verkiezingen een van de protestgezichten tegen de volgens de oppositie vervalste verkiezingsresultaten. Hij boycotte met de rest van de oppositie het parlement en liet zijn zetel annuleren.
Melia werd op 27 juni 2025 veroordeeld tot acht maanden celstraf en een verbod van twee jaar op het uitoefenen van publieke functies, omdat hij had geweigerd voor een parlementaire onderzoekscommissie te verschijnen. Deze commissie, die in februari 2025 was ingesteld door Georgische Droom, onderzocht "misdaden" begaan door de regering-Saakasjvili in de periode 2003-2012, met als oogmerk de Verenigde Nationale Beweging en al haar satellietpartijen te verbieden. Meerdere oppositieleiders die voor de commissie opgeroepen werden, waaronder Zoerab Dzjaparidze en Giorgi Vasjadze, weigerden de ondervraging omdat ze het parlement dat in 2024 was gekozen niet erkenden en daarmee ook de parlementscommissie niet.

## Verkiezingsresultaten
Nika Melia deed tweemaal mee aan de burgemeestersverkiezing in Tbilisi. In beide keren verloor hij in de tweede ronde van een kandidaat van de regerende Georgische Droom. Melia stond in 2020 bij de parlementsverkiezingen kandidaat in het enkelvoudige kiesdistrict Gldani in Tbilisi. Deze race verloor hij in de tweede ronde, nadat hij deze boycotte uit protest.
| Burgemeester Tbilisi        | 2014 | Verenigde Nationale Beweging | 92.125  | 28,0 | 2 | 84.350  | 27,5 | 2 | Davit Narmania    |               |  |  |  |  |
| Parlement - district Gldani | 2020 | Verenigde Nationale Beweging | 31.391  | 44,1 | 1 | 3.032   | 10,6 | 2 | Levan Kobiasjvili | [ 38 ] [ 39 ] |  |  |  |  |
| Burgemeester Tbilisi        | 2021 | Verenigde Nationale Beweging | 163.489 | 34,0 | 2 | 206.598 | 44,4 | 2 | Kacha Kaladze     |               |  |  |  |  |
|                             |      |                              |         |      |   |         |      |   |                   |               |  |  |  |  |

## Persoonlijk
Melia woont samen met de acht jaar oudere Maiko Begiasjvili. Het koppel heeft samen een kind en er is een stiefkind uit een eerder huwelijk van Begiasjvili. Melia spreekt zes talen, naast Georgisch en Mingreels, zijn dat Russisch, Engels, Frans en Spaans.